# Erbenova vyhlídka
Erbenova vyhlídka (místně též Erbenka nebo Erbenova výšina, původně Brand) je 420 metrů vysoký vrchol hřbetu Brandtovy výšiny rozkládající se severně od Ústí nad Labem, resp. tvoří hranici města. Stojí na něm nově rekonstruovaná (v průběhu roku 2006), 15 metrů vysoká kamenná rozhledna, postavená roku 1933. Své jméno nese po předsedovi klubu turistů Alexandru Erbenovi, na jehož popud byla v roce 1933 rekonstruována do současné podoby.

## Historie rozhledny

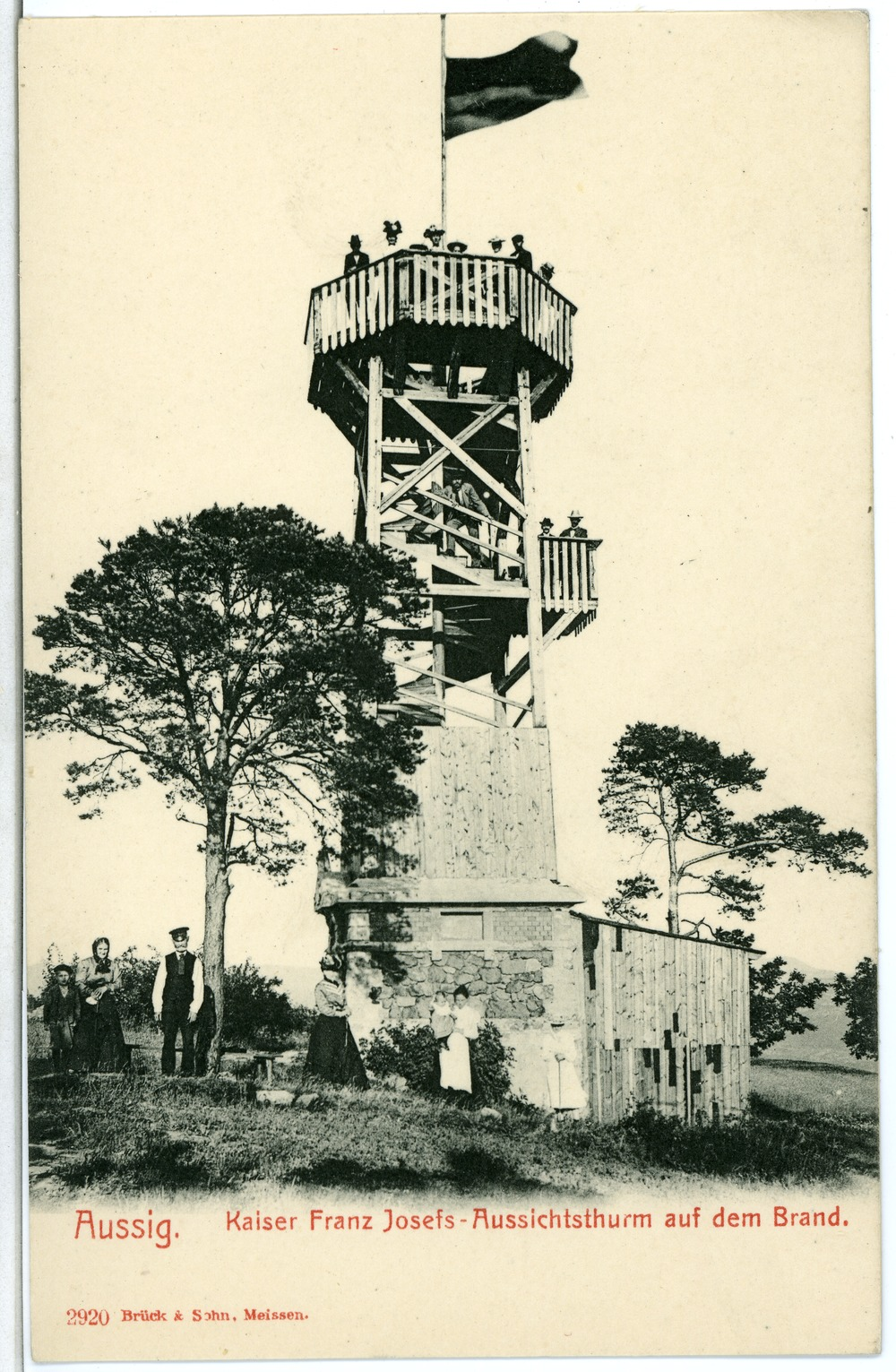
Rozhledna císaře Františka Josefa na vrcholu Brand v roce 1903

- 1889 – Rozhledna Františka Josefa, první zde stojící 20 metrů vysoká dřevěná rozhledna s kamennou podstavbou pokrytá šindelem

- 1898 – Pád rozhledny během silné větrné bouře

- 31. ledna 1898 – Nová rozhledna postavená pouze z trámů, aby lépe absorbovala větrné proudy

- 1903 – Rozhledna opět shozena větrem, zůstala jen kamenná podezdívka

- 1911 – Do zbytků rozhledny udeřil blesk a zničil stavbu úplně

- 2. července 1934 – Český klub turistů z rozvalin vystavěl rozhlednu do dnešní podoby

- 2006 – 15. října byla slavnostně otevřena upravená rozhledna; při rekonstrukci byla zvýšena o patro

## Výhled
Po nedávném zvýšení poskytuje rozhledna prakticky neomezený kruhový výhled. Na východě lze vidět Bukovou horu, na jihu pak Ústí nad Labem, řeku Labe a Milešovku. Pohled na Krušné hory se otevírá směrem na západ.